# Rise (Hollywood Vampires)
| Recensione    | Giudizio |
| ------------- | -------- |
| AllMusic      |          |
| Rolling Stone |          |

Rise è il secondo album in studio del supergruppo statunitense Hollywood Vampires, pubblicato il 21 giugno 2019 dalla earMUSIC.

## Descrizione
A differenza del lavoro precedente, il disco è composto quasi interamente da brani inediti eccetto per tre cover: "Heroes" di David Bowie, You Can't Put Your Arms Around a Memory di Johnny Thunders e People Who Died di Jim Carroll. Il chitarrista britannico Jeff Beck partecipa nella traccia Welcome to Bushwackers.

## Tracce
1. I Want My Now – 7:13 (Alice Cooper, Joe Perry, Johnny Depp, Tommy Henriksen)
2. Good People Are Hard to Find (strumentale) – 1:02 (Depp, Henriksen)
3. Who's Laughing Now – 4:09 (Cooper, Perry, Depp, Henriksen)
4. How the Glass Fell (strumentale) – 0:30 (Depp, Buck Johnson, Finn Cooper Henriksen)
5. The Boogieman Surprise – 3:38 (Cooper, Perry, Depp, Henriksen)
6. Welcome to Bushwackers – 4:13 (Cooper, Perry, Depp, Henriksen, Tommy Denander)
7. The Wrong Bandage (strumentale) – 0:28 (Depp, Jamie Muhoberac)
8. You Can't Put Your Arms Around a Memory – 3:51 (Johnny Thunders)
9. Git from Round Me – 4:22 (Cooper, Perry, Depp, Henriksen)
10. Heroes – 4:08 (David Bowie, Brian Eno)
11. A Pitiful Beauty (strumentale) – 1:27 (Depp, Chris Wyse)
12. New Threat – 3:33 (Cooper, Perry, Depp, Henriksen)
13. Mr. Spider – 6:02 (Cooper, Perry, Depp, Henriksen)
14. We Gotta Rise – 3:34 (Cooper, Perry, Depp, Henriksen)
15. People Who Died – 4:56 (Jim Carroll)
16. Congratulations – 3:31 (Cooper, Perry, Depp, Henriksen, Billie Perry, Sheryl Cooper)

## Formazione
Gruppo
- Alice Cooper – voce (tracce 1, 3, 5, 6, 12, 13, 14, 16)
- Johnny Depp –  chitarra, voce (tracce 9, 10, 14, 15, 16)
- Joe Perry – chitarra, voce (tracce 8, 16)

Altri musicisti
- Jeff Beck – chitarra (traccia 6)
- Tommy Denander – chitarra (tracce 6, 13), tastiera (traccia 13)

## Classifiche
| Classifica (2019)          | Posizione massima |
| -------------------------- | ----------------- |
| Australia                  | 44                |
| Austria                    | 14                |
| Belgio (Fiandre)           | 34                |
| Belgio (Vallonia)          | 30                |
| Francia                    | 103               |
| Germania                   | 12                |
| Regno Unito                | 17                |
| Regno Unito (independent)  | 5                 |
| Regno Unito (rock & metal) | 1                 |
| Scozia                     | 7                 |
| Spagna                     | 55                |
| Stati Uniti                | 184               |
| Stati Uniti (hard rock)    | 1                 |
| Stati Uniti (independent)  | 3                 |
| Stati Uniti (rock)         | 4                 |
| Stati Uniti (tastemaker)   | 4                 |
| Svizzera                   | 12                |